# Wyeomyia theobaldi
Wyeomyia theobaldi är en tvåvingeart som beskrevs av Lane och Nelson Leander Cerqueira 1942. Wyeomyia theobaldi ingår i släktet Wyeomyia och familjen stickmyggor. Inga underarter finns listade i Catalogue of Life.